# Hoplodrina redacta
Hoplodrina redacta är en fjärilsart som beskrevs av Adrian Hardy Haworth 1809. Hoplodrina redacta ingår i släktet Hoplodrina och familjen nattflyn. Inga underarter finns listade i Catalogue of Life.